# Styopa Mkrtchyan
Styopa Mkrtchyan (en arménien : Ստոյպա Մկրտչյան), né le 17 février 2003 à Erevan en Arménie, est un footballeur international arménien évoluant au poste de défenseur central au NK Osijek.

## Biographie

### En club
Né à Erevan en Arménie, Styopa Mkrtchyan est formé par le FC Pyunik puis par le FC Ararat-Armenia. Il commence toutefois sa carrière au FC BKMA Yerevan (en), où il est prêté en 2021. C'est donc avec ce club qu'il joue son premier match en professionnel, le 30 juillet 2021, lors de la première journée de la saison 2021-2022 de première division arménienne face au FC Pyunik Erevan. Il est titularisé lors de ce match perdu par son équipe sur le score de quatre buts à zéro.
Il joue son premier match pour le FC Ararat-Armenia le 31 juillet 2022, lors d'une rencontre de championnat face au FC Urartu. Il entre est titularisé et son équipe est battue par un but à zéro.
Le 21 août 2023, Styopa Mkrtchyan rejoint la Croatie, et le club du NK Osijek pour un prêt d'un an avec option d'achat,.
Le 23 janvier 2024, Mkrtchyan signe définitivement avec le NK Osijek pour un contrat courant jusqu'en juin 2026.

### En sélection
Styopa Mkrtchyan commence sa carrière internationale avec l'équipe d'Arménie des moins de 16 ans, jouant deux matchs en 2019.
Il est ensuite sélectionné avec les moins de 17 ans de 2018 à 2019, faisant sept apparitions dont six en tant que titulaire.
Styopa Mkrtchyan est convoqué pour la première fois avec l'équipe nationale d'Arménie par le sélectionneur Joaquín Caparrós en mars 2022. Il honore sa première sélection lors de ce rassemblement, le 24 mars 2022 contre le Monténégro. Il est titularisé mais expulsé en accumulant deux cartons jaunes. Son équipe s'impose tout de même par un but à zéro.